# Absceso intraabdominal

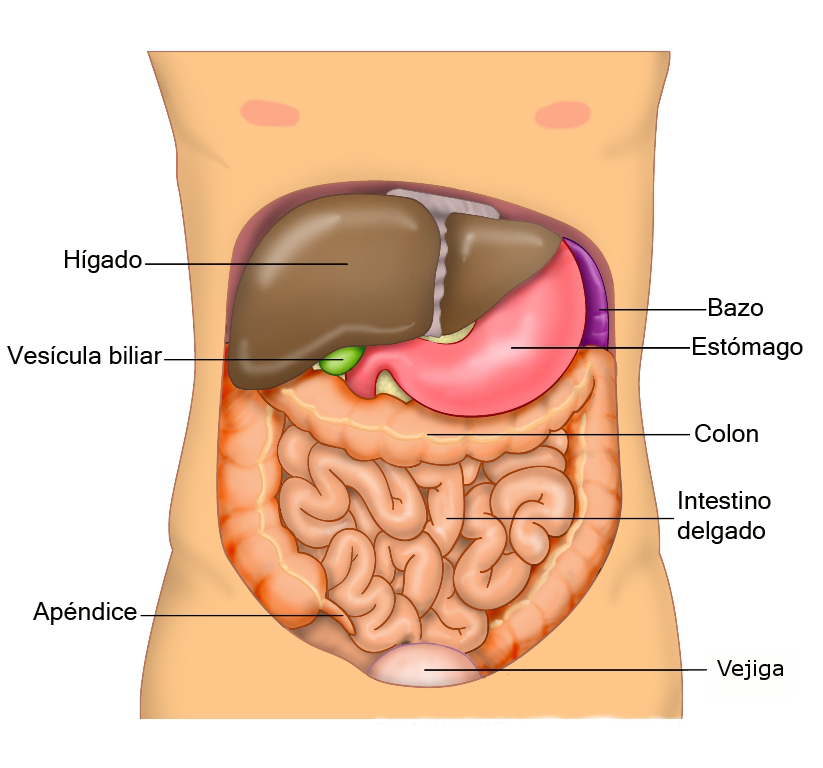
Principales órganos contenidos en el abdomen, que se ven afectados por abscesos.

Un absceso intra abdominal corresponde a un acúmulo de secreciones purulentas o exudativas, que está compuesto de leucocitos, bacterias con tejido necrótico, y se encuentra más o menos bien localizado en la cavidad abdominal.

## Clasificación
Existen dos clasificaciones que se pueden utilizar, una es topográfica y la otra de órgano:

### Abscesos Intraperitoneales
Corresponde a una clasificación de anatomía topográfica que se denomina según la región anatómica involucrada:
- Absceso subfrénico.
  - Absceso Subfrénico derecho: ocurre secundario a cirugías previas de colon, biliar o gastroduodenales.
  - Absceso subfrénico izquierdo: se pueden dar secundarios a una pancreatitis aguda grave o cirugías gastroduodenales previas.

- Absceso pélvico

Este se puede presentar como secundario a cirugías diverticulares o enfermedad inflamatoria pélvica, perforación del apéndice o cirugías previas de colon.
- Absceso mesoceliaco

- Absceso paracólico

### Abscesos Viscerales
Corresponde a una clasificación centrada en el órgano afectado: 
- Absceso hepático

- Absceso esplénico

- Absceso renal

- Absceso pancreático

## Cuadro clínico (sintomatología)

Regiones externas en las que se divide el abdomen. En ellas se presentan los síntomas del absceso como el dolor.

El cuadro clínico no es patognomónico de dicha alteración.
Dolor o distensión abdominal
Escalofríos
Diarrea
Fiebre
Inapetencia
Náuseas
Vómito
Debilidad

## Etiología (causas)
Ruptura del apéndice o de un divertículo intestinal 
Infecciones parasitarias
Trauma 
Cirugías abdominales previas
Enfermedad inflamatoria intestinal

## Diagnóstico
Son varios los pasos que se deben dar para lograr el diagnóstico de un absceso intrabdominal.
- Anamnesis y examen físico

- Conteo sanguíneo completo

- Pruebas de función hepáticas, renales y química sanguínea

- Tomografía axial computarizada[3]

- Ecografía

- Rayos X

- Punción  o aspiración percutánea guiada por rayos X

## Tratamiento
- Terapia antibiótica intravenosa y
- Drenaje

El drenaje se lleva a cabo introduciendo una aguja a través de la piel hasta el absceso, este procedimiento usualmente se lleva a cabo con la ayuda de rayos X. El tubo de drenaje se deja días o semanas hasta que se desaparezca el absceso.
Es importante tratar el foco causante del absceso y tratarlo adecuadamente.

## Complicaciones
Reaparición de un nuevo absceso
Ruptura del absceso 
Infecciones generalizadas en el abdomen.
Diseminación de la infección por medio del torrente sanguíneo.